# Bryant Ortega
Bryant Jesús Ortega Carmona (Caracas, 28 febbraio 2003) è un calciatore venezuelano, centrocampista dell'Al-Ittihad.

## Carriera

### Club
Ortega è cresciuto nel settore giovanile del Caracas, dove ha debuttato il 22 agosto 2021 giocando i minuti finali dell'incontro di Primera División vinto 4-2 contro il Monagas. Ha segnato il suo primo gol un anno più tardi, più precisamente il 7 agosto 2022, nell'incontro perso 2-1 contro l'Hermanos Colmenarez.

### Nazionale
Nel gennaio del 2023 è stato convocato dalla nazionale venezuelana Under-20 per disputare il campionato sudamericano di categoria.

## Statistiche
Statistiche aggiornate al 29 aprile 2024.

### Presenze e reti nei club
| Stagione        | Squadra         | Campionato      | Campionato | Campionato | Coppe nazionali | Coppe nazionali | Coppe nazionali | Coppe continentali | Coppe continentali | Coppe continentali | Altre coppe | Altre coppe | Altre coppe | Totale | Totale | Totale |
| Stagione        | Squadra         | Comp            | Pres       | Reti       | Comp            | Pres            | Reti            | Comp               | Pres               | Reti               | Comp        | Pres        | Reti        | Pres   | Reti   |        |
| --------------- | --------------- | --------------- | ---------- | ---------- | --------------- | --------------- | --------------- | ------------------ | ------------------ | ------------------ | ----------- | ----------- | ----------- | ------ | ------ | ------ |
| 2021            | Monagas         | PD              | 1          | 0          |                 | -               | -               |                    | -                  | -                  |             | -           | -           | 1      | 0      |        |
| 2022            | Monagas         | PD              | 22         | 1          |                 | -               | -               | CL                 | 3                  | 0                  |             | -           | -           | 25     | 1      |        |
| 2023            | Monagas         | PD              | 31         | 1          |                 | -               | -               | CS                 | 1                  | 0                  |             | -           | -           | 32     | 1      |        |
| 2024            | Monagas         | PD              | 6          | 0          |                 | -               | -               | CL                 | 3                  | 0                  |             | -           | -           | 9      | 0      |        |
| Totale carriera | Totale carriera | Totale carriera | 60         | 2          |                 | -               | -               |                    | 7                  | 0                  |             | -           | -           | 67     | 2      |        |

### Cronologia presenze e reti in nazionale
| Cronologia completa delle presenze e delle reti in nazionale ― Venezuela | Cronologia completa delle presenze e delle reti in nazionale ― Venezuela | Cronologia completa delle presenze e delle reti in nazionale ― Venezuela | Cronologia completa delle presenze e delle reti in nazionale ― Venezuela | Cronologia completa delle presenze e delle reti in nazionale ― Venezuela | Cronologia completa delle presenze e delle reti in nazionale ― Venezuela | Cronologia completa delle presenze e delle reti in nazionale ― Venezuela | Cronologia completa delle presenze e delle reti in nazionale ― Venezuela |
| Data                                                                     | Città                                                                    | In casa                                                                  | Risultato                                                                | Ospiti                                                                   | Competizione                                                             | Reti                                                                     | Note                                                                     |
| ------------------------------------------------------------------------ | ------------------------------------------------------------------------ | ------------------------------------------------------------------------ | ------------------------------------------------------------------------ | ------------------------------------------------------------------------ | ------------------------------------------------------------------------ | ------------------------------------------------------------------------ | ------------------------------------------------------------------------ |
| 18-1-2025                                                                | Fort Lauderdale                                                          | Stati Uniti                                                              | 3 – 1                                                                    | Venezuela                                                                | Amichevole                                                               | -                                                                        | 85’                                                                      |
| Totale                                                                   |                                                                          | Presenze                                                                 | 1                                                                        |                                                                          | Reti                                                                     | 0                                                                        |                                                                          |